# Lijst van rijksmonumenten in Drimmelen (plaats)
De plaats Drimmelen telt 19 inschrijvingen in het rijksmonumentenregister. Hieronder een overzicht.
| Object                                                                                            | Oorspronkelijke functie? | Bouwjaar                        | Architect | Locatie                                                 | Coördinaten?                  | Nr.?   | Afbeelding                                                                                        |
| ------------------------------------------------------------------------------------------------- | ------------------------ | ------------------------------- | --------- | ------------------------------------------------------- | ----------------------------- | ------ | ------------------------------------------------------------------------------------------------- |
| Rechthoekig gebouw met verdieping                                                                 | Woonhuis                 | tweede kwart 19e eeuw           |           | Dorpsstraat 14                                          | 51° 42' 27" NB, 4° 48' 20" OL | 28090  | Meer afbeeldingen                                                                                 |
| Pand zonder verdieping onder zadeldak, gedekt met pannen                                          | Woonhuis                 | eerste kwart 18e eeuw           |           | Herengracht 7                                           | 51° 42' 28" NB, 4° 48' 16" OL | 28091  | Meer afbeeldingen                                                                                 |
| Huis onder een zadeldak met het buurnummer 4                                                      | Woonhuis                 | eind 18e eeuw                   |           | Herengracht 2                                           | 51° 42' 29" NB, 4° 48' 16" OL | 28092  | Meer afbeeldingen                                                                                 |
| Huis onder een zadeldak met het buurnummer 2                                                      | Woonhuis                 | eind 18e eeuw                   |           | Herengracht 4                                           | 51° 42' 29" NB, 4° 48' 16" OL | 28093  | Meer afbeeldingen                                                                                 |
| Huis onder zadeldak en met ingezwenkte topgevel                                                   | Woonhuis                 |                                 |           | Herengracht 6                                           | 51° 42' 29" NB, 4° 48' 16" OL | 28094  | Meer afbeeldingen                                                                                 |
| Huis onder zadeldak en met ingezwenkte topgevel                                                   | Woonhuis                 | eind 18e eeuw                   |           | Herengracht 8                                           | 51° 42' 29" NB, 4° 48' 15" OL | 28095  | Meer afbeeldingen                                                                                 |
| Nederlands hervormde kerk                                                                         | Kerk en kerkonderdeel    | 1792                            |           | Herengracht 28                                          | 51° 42' 28" NB, 4° 48' 11" OL | 28096  | Meer afbeeldingen                                                                                 |
| Huis onder zadeldak en met topgevel                                                               | Woonhuis                 | eind 18e eeuw                   |           | Herengracht 20                                          | 51° 42' 28" NB, 4° 48' 13" OL | 28097  | Meer afbeeldingen                                                                                 |
| Huis onder zadeldak en met topgevel                                                               | Woonhuis                 | eind 18e eeuw                   |           | Herengracht 22                                          | 51° 42' 28" NB, 4° 48' 13" OL | 28098  | Meer afbeeldingen                                                                                 |
| Huis onder dwars zadeldak tussen zij-topgevels                                                    | Woonhuis                 | eind 18e eeuw of begin 19e eeuw |           | Herengracht 24                                          | 51° 42' 27" NB, 4° 48' 13" OL | 28099  | Meer afbeeldingen                                                                                 |
| Huis onder zadeldak en met topgevel                                                               | Woonhuis                 | 18e eeuw                        |           | Herengracht 36                                          | 51° 42' 26" NB, 4° 48' 10" OL | 28100  | Meer afbeeldingen                                                                                 |
| Huis onder zadeldak en met topgevel                                                               | Woonhuis                 | 18e eeuw                        |           | Herengracht 38                                          | 51° 42' 26" NB, 4° 48' 10" OL | 28101  | Meer afbeeldingen                                                                                 |
| Huis onder zadeldak en met puntgevel waarin toppilaster                                           | Woonhuis                 | ca. 1750                        |           | Weitjes 11                                              | 51° 42' 26" NB, 4° 48' 18" OL | 28102  | Meer afbeeldingen                                                                                 |
| Huis onder zadeldak en met puntgevel waarin toppilaster                                           | Woonhuis                 | ca. 1750                        |           | Weitjes 13                                              | 51° 42' 26" NB, 4° 48' 18" OL | 28103  | Meer afbeeldingen                                                                                 |
| Inundatiesluis                                                                                    | Waterkering en -doorlaat | 17e eeuw                        |           | Buitendijk 4 bij                                        | 51° 42' 15" NB, 4° 46' 36" OL | 506190 | Upload foto                                                                                       |
| Keet van de Snor                                                                                  | Bedrijfs-,fabriekswoning | 1939                            |           | Houtganzewei nabij Noordplaat en Gat van Kampen (kreek) | 51° 45' 11" NB, 4° 47' 18" OL | 521496 | Upload foto                                                                                       |
| Amaliahoeve: woonhuis                                                                             | Woonhuis                 | 1938                            |           | Biesbosch 15                                            | 51° 44' 20" NB, 4° 48' 43" OL | 521488 | Meer afbeeldingen                                                                                 |
| Amaliahoeve: schuur                                                                               | Boerderij                | ca. 1938                        |           | Biesbosch 15                                            | 51° 44' 20" NB, 4° 48' 43" OL | 521489 | Meer afbeeldingen                                                                                 |
| Sluiswachterswoning, gelegen op een oude dijk, opgetrokken in Ambachtelijk-traditionele bouwtrant | Dienstwoning             | 1668-1689                       |           | Buitendijk 4                                            | 51° 42' 15" NB, 4° 46' 36" OL | 526425 | Sluiswachterswoning, gelegen op een oude dijk, opgetrokken in Ambachtelijk-traditionele bouwtrant |